# Ittihad Riadhi Hussein Dey
Ne pas confondre avec le Nasr Athletic Hussein Dey, un autre club du quartier d'Hussein Dey fondé en 1947.
Maillots
Dernière mise à jour : 9 mai 2020.
L'Ittihad Riadhi Hussein Dey (en arabe : الاتحاد الرياضي لحسين داي), plus couramment abrégé en IR Hussein Dey ou encore en IRHD, est un club de football algérien fondé en 1963 et basé dans le quartier de Hussein Dey à Alger.

## Histoire
L'Ittihad Riadhi Hussein Dey est considéré comme le deuxième club du quartier d'Hussein Dey, après le fameux NA Hussein Dey, ce qui a laissé ce club dans l'ombre, mais malgré cela, l'IRHD est considéré comme une école de football dans cette région et constitue un réservoir inépuisable pour tous les clubs algérois et surtout pour le club voisin du NAHD.
Après l'indépendance de l'Algérie, le club remplace l'Olympique d'Hussein-Dey fondé en 1913.
Le club de l'Ittihad Riadhi Hussein Dey a évolué à plusieurs reprises en Division 2 algérienne.
Actuellement, le club joue en division régionale II (D5).

## Parcours

### Classement en championnat par année
- 1963-64 : D?, ?e
- 1964-65 : D?, ?e
- 1965-66 : D?, ?e
- 1966-67 : D?, ?e
- 1967-68 : D?, ?e
- 1968-69 : D?, ?e
- 1969-70 : D?, ?e
- 1970-71 : D?, ?e
- 1971-72 : D?, ?e
- 1972-73 : D?, ?e
- 1973-74 : D?, ?e
- 1974-75 : D?, ?e
- 1975-76 : D?, ?e
- 1976-77 : D?, ?e
- 1977-78 : D?, ?e
- 1978-79 : D?, ?e
- 1979-80 : D?, ?e
- 1980-81 : D?, ?e
- 1981-82 : D?, ?e
- 1982-83 : D?, ?e
- 1983-84 : D?, ?e
- 1984-85 : D?, ?e
- 1985-86 : D?, ?e
- 1986-87 : D?, ?e
- 1987-88 : D?, ?e
- 1988-89 : D?, ?e
- 1989-90 : D4, DH Centre Gr, ?e
- 1990-91 : D4, DH Centre Gr, ?e
- 1991-92 : D3, Régional Centre, 1re
- 1992-93 : D2, Division 2 Centre, 11e
- 1993-94 : D2, Division 2 Centre, 16e
- 1994-95 : D2, Division 2 Centre, 15e
- 1995-96 : D3, Régional Centre, ?e
- 1996-97 : D?, ?e
- 1997-98 : D?, ?e
- 1998-99 : D?, ?e
- 1999-00 : D?, ?e
- 2000-01 : D?, ?e
- 2001-02 : D?, ?e
- 2002-03 : D?, ?e
- 2003-04 : D?, ?e
- 2004-05 : D?, ?e
- 2005-06 : D?, ?e
- 2006-07 : D?, ?e
- 2007-08 : D?, ?e
- 2008-09 : D?, ?e
- 2009-10 : D?, ?e
- 2010-11 : D?, ?e
- 2011-12 : D?, ?e
- 2012-13 : D?, ?e
- 2013-14 : D?, ?e
- 2014-15 : D?, ?e
- 2015-16 : D?, ?e
- 2016-17 : D?, ?e
- 2017-18 : D?, ?e
- 2018-19 : D?, ?e
- 2019-20 : D?, ?e
- 2020-21 : Saison Blanche
- 2021-22 : D6, DH Alger groupe Centre, ?e

### Parcours du IRHD en Coupe Nationale
| Saison  | Tour | Match | Résultats | Saison  | Tour | Match | Resultat | Saison  | Tour | match | resultats | saison  | Tour | Matchs | Résultats |
| ------- | ---- | ----- | --------- | ------- | ---- | ----- | -------- | ------- | ---- | ----- | --------- | ------- | ---- | ------ | --------- |
| 1963-64 |      |       |           | 1978-79 |      |       |          | 1994-95 | ?    | ?     | ?         | 2010-11 | ?    | ?      | ?         |
| 1964-65 |      |       |           | 1979-80 |      |       |          | 1995-96 | ?    | ?     | ?         | 2011-12 | ?    | ?      | ?         |
| 1965-66 |      |       |           | 1980-81 |      |       |          | 1996-97 | ?    | ?     | ?         | 2012-13 | ?    | ?      | ?         |
| 1966-67 |      |       |           | 1981-82 |      |       |          | 1997-98 | ?    | ?     | ?         | 2013-14 | ?    | ?      | ?         |
| 1967-68 |      |       |           | 1982-83 |      |       |          | 1998-99 | ?    | ?     | ?         | 2014-15 | ?    | ?      | ?         |
| 1968-69 |      |       |           | 1983-84 |      |       |          | 1999-00 | ?    | ?     | ?         | 2015-16 | ?    | ?      | ?         |
| 1969-70 |      |       |           | 1984-85 |      |       |          | 2000-01 | ?    | ?     | ?         | 2016-17 | ?    | ?      | ?         |
| 1970-71 |      |       |           | 1985-86 |      |       |          | 2001-02 | ?    | ?     | ?         | 2017-18 | ?    | ?      | ?         |
| 1971-72 |      |       |           | 1986-87 |      |       |          | 2002-03 | ?    | ?     | ?         | 2018-19 | ?    | ?      | ?         |
| 1972-73 |      |       |           | 1987-88 |      |       |          | 2003-04 | ?    | ?     | ?         | 2019-20 | ?    | ?      | ?         |
| 1973-74 |      |       |           | 1988-89 |      |       |          | 2004-05 | ?    | ?     | ?         | 2020-21 | ?    | ?      | ?         |
| 1974-75 |      |       |           | 1989-90 | NJ   |       |          | 2005-06 | ?    | ?     | ?         | 2021-22 | ?    | ?      | ?         |
| 1975-76 |      |       |           | 1990-91 |      |       |          | 2006-07 | ?    | ?     | ?         | 2022-23 | ?    | ?      | ?         |
| 1976-77 |      |       |           | 1991-92 |      |       |          | 2007-08 | ?    | ?     | ?         | 2023-24 | ?    | ?      | ?         |
| 1977-78 |      |       |           | 1992-93 | NJ   |       |          | 2008-09 | ?    | ?     | ?         | 2024-25 | ?    | ?      | ?         |

## Identité du club

### Logo et couleurs
Les couleurs du Ittihad Riadhi Hussein Dey sont le Rouge, Bleu et Jaune.

Logo actuel.

## Structures du club

### Infrastructures
L'Ittihad Riadhi Hussein Dey joue ses matches a domicile dans le Stade des Frères-Zioui.

## Vidéos de l'IR Hussein Dey
| Match IRHD vs USMA, D2 saison 1994-1995     |
| ------------------------------------------- |
| [vidéo] « Visionner la vidéo », sur YouTube |